# 杰拉切圣母升天圣殿共同主教座堂

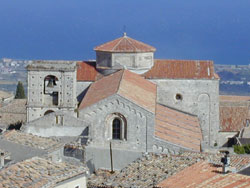

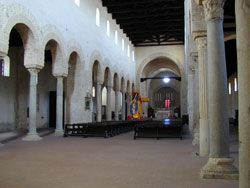
内部

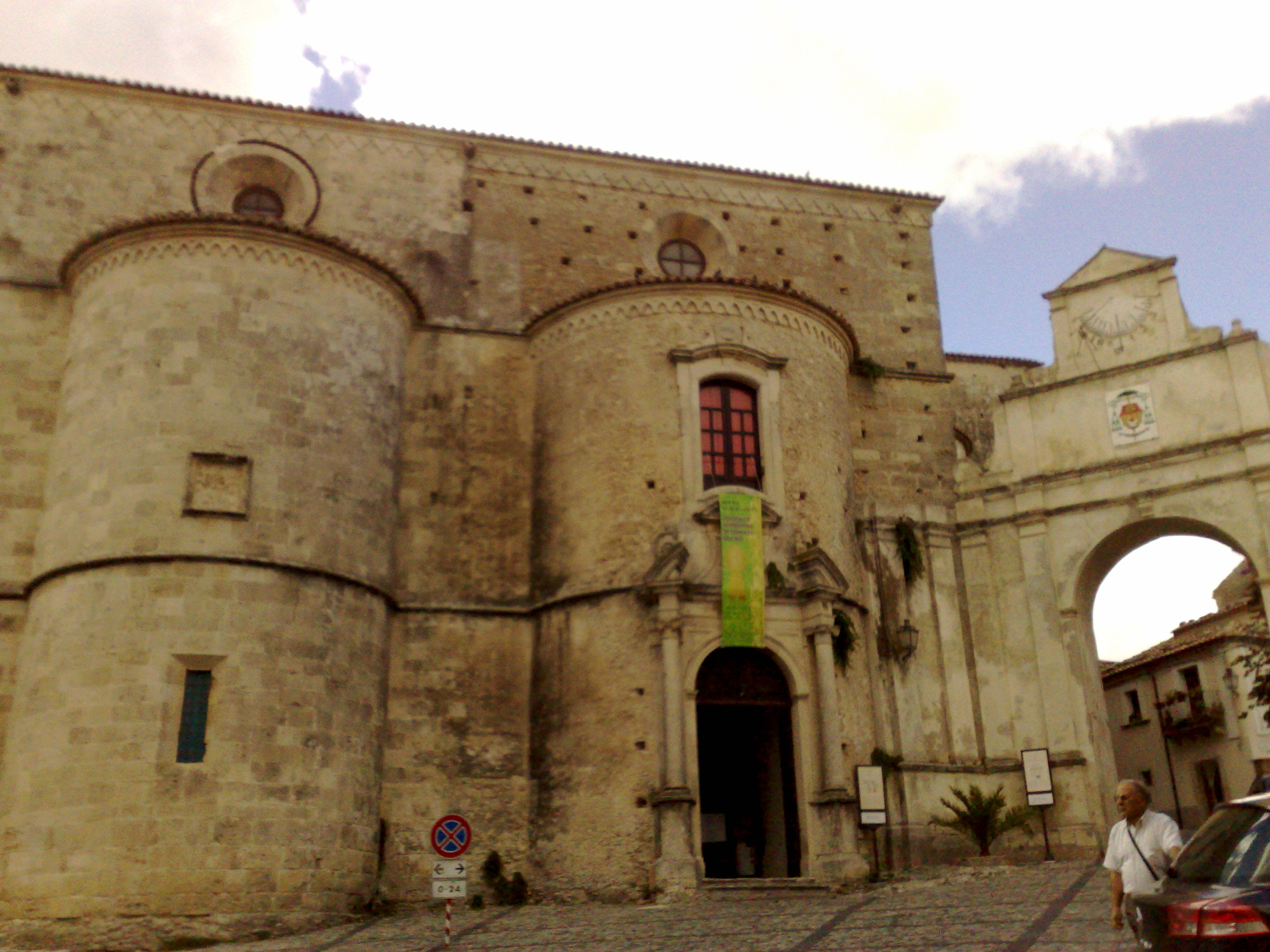

杰拉切圣母升天圣殿共同主教座堂（意大利语：Basilica concattedrale di Santa Maria Assunta）是一座罗马天主教，位于意大利南部卡拉布里亚大区雷焦卡拉布里亚广域市杰拉切，建于11世纪，是该地区最大的宗教建筑之一，也是该地区最重要的诺曼式建筑之一。2018年9月8日，该堂升格为次级宗座圣殿。